# 潜江龙虾

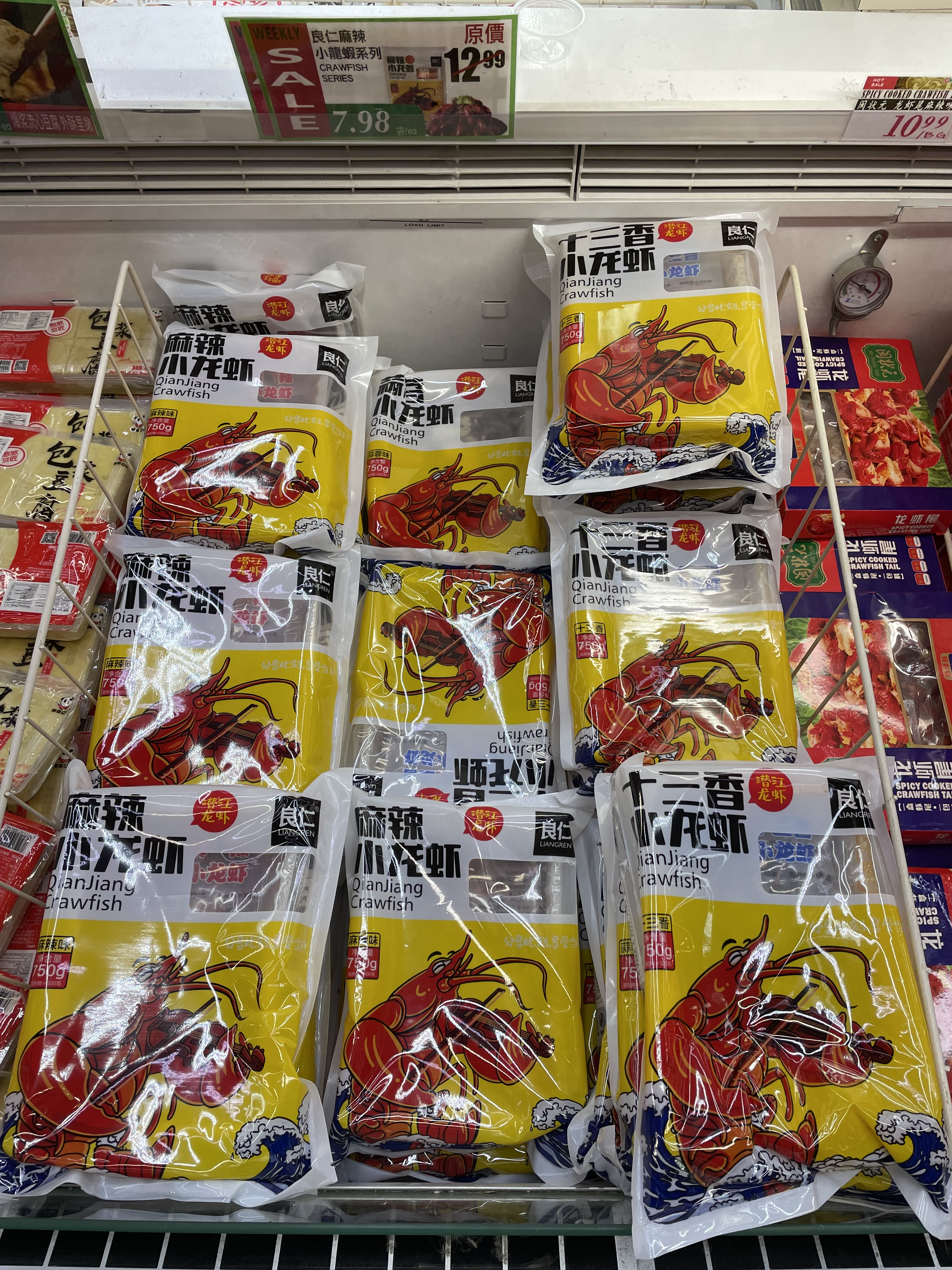
美国一家超市售卖的袋装潜江小龙虾

潜江龙虾，是中华人民共和国湖北省潜江市的一个小龙虾土特产。

## 特点
潜江是中国淡水龙虾加工出口和人工养殖面积最大的县级市。2009年6月，当地创建中国湖北潜江龙虾节，之后每年六月举行。2013年，潜江龙虾成为中国国家农产品地理标志产品，当地也荣获“中国小龙虾美食之乡”称号。2016年，潜江龙虾与百色芒果、大田高山茶、京西稻、柴达木枸杞、诺邓火腿荣获“国家级农产品地理标志示范样板”称号。

## 相关
- 盱眙龙虾
- 潜江龙虾城